# Figura św. Jana Nepomucena w Nowej Rudzie (ul. Cicha 2)
Figura św. Jana Nepomucena w Nowej Rudzie (ul. Cicha 2) – barokowa rzeźba św. Jana Nepomucena w Nowej Rudzie  wykonana z piaskowca.
Figura stoi przy piętrowym budynku krytym dachem dwustapadowym, wybudowanym w 1815 r., zrewitalizowanym w XXI w., zwanym szklanym domem; nad strumieniem Woliborka.
Nepomucen przy ul. Cichej 2 jest jednym z sześciu przedstawień tego świętego w Nowej Rudzie; pozostałe znajdują się przy: ul. Akacjowej 2 (obok kościoła), Bohaterów Getta 15, ul. Cmentarnej, ul. Piastów i ul. Radkowskiej 95.

## Zobacz też

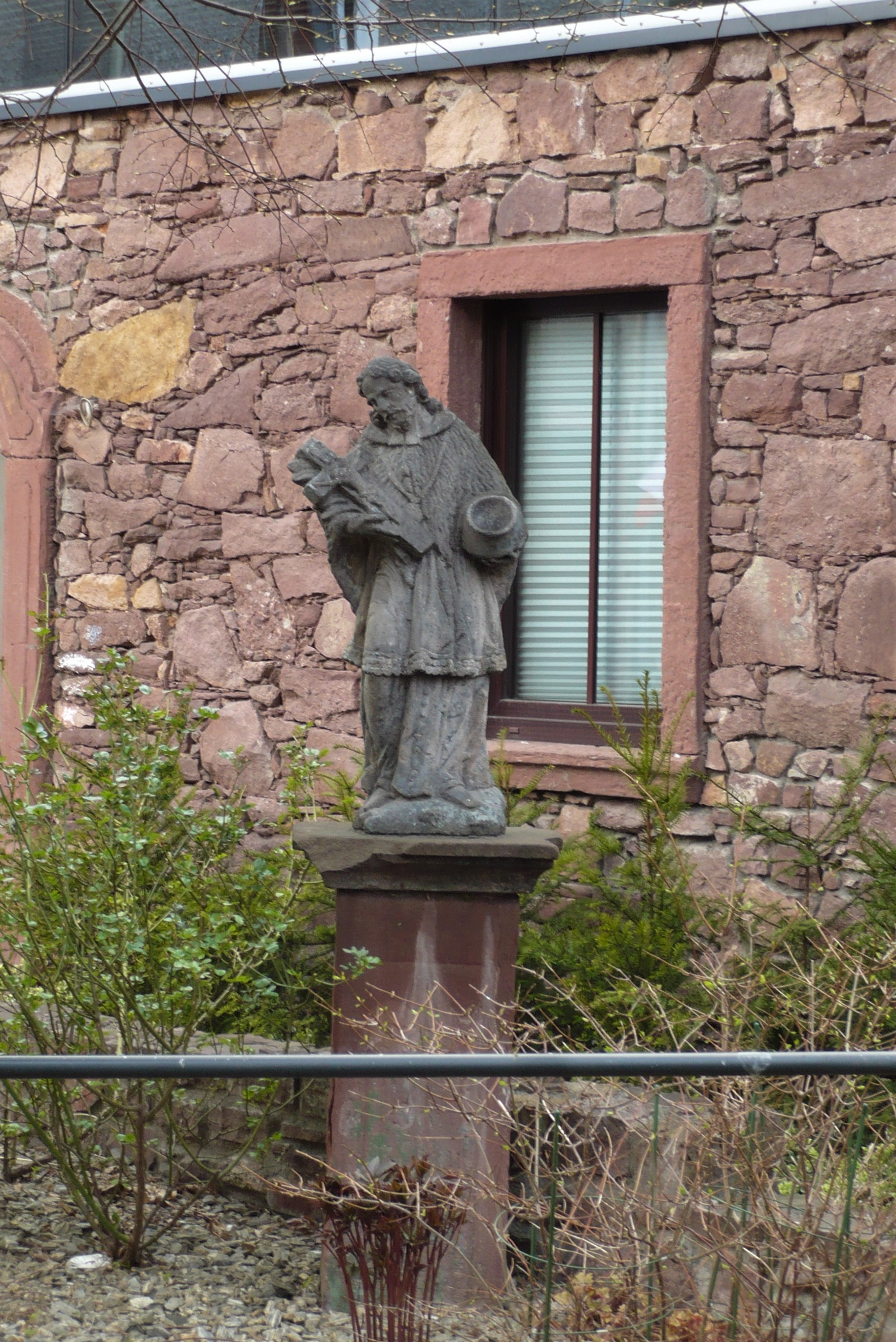
Figura św. Jana Nepomucena
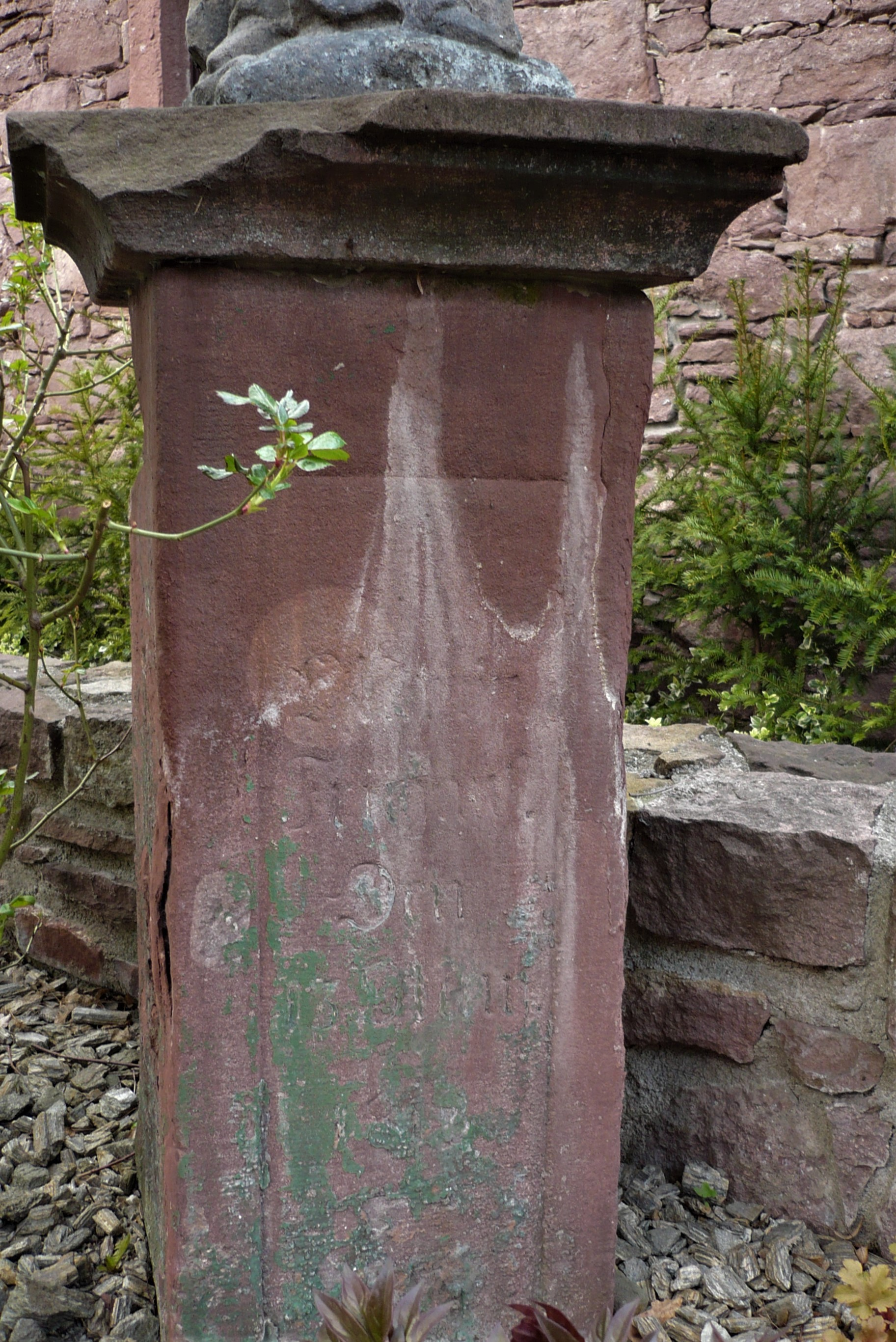
Figura św. Jana Nepomucena